# Velleia hispida
Velleia hispida är en tvåhjärtbladig växtart som beskrevs av Robert Desmond David Fitzgerald. Velleia hispida ingår i släktet Velleia och familjen Goodeniaceae. Inga underarter finns listade i Catalogue of Life.